# Paroaria baeri
A Paroaria baeri a madarak osztályának verébalakúak (Passeriformes) rendjébe és a tangarafélék (Thraupidae) családjába tartozó faj.

## Rendszerezése
A fajt Carl Edward Hellmayr osztrák ornitológus írta le 1907-ben.

## Alfajai
- Paroaria baeri baeri Hellmayr, 1907
- Paroaria baeri xinguensis Sick, 1950[2] vagy Paroaria xinguensis[1]

## Előfordulása
Dél-Amerikában, Brazília területén honos. Természetes élőhelyei a szubtrópusi és trópusi síkvidéki esőerdők és csejések. Állandó, nem vonuló faj.

## Megjelenése
Testhossza 16 centiméter.

## Természetvédelmi helyzete
Az elterjedési területe nagyon nagy, egyedszáma pedig stabil. A Természetvédelmi Világszövetség Vörös listáján nem fenyegetett fajként szerepel.